# Emil Kemmer
Emil Kemmer (* 31. März 1914 in Neubrunn bei Würzburg; † 26. November 1965 in Bamberg) war ein deutscher Politiker der CSU.

## Leben und Beruf
Nach dem Besuch der Volksschule absolvierte Kemmer eine Schlosserlehre in Würzburg. Von 1936 bis 1938 war er Wehrmachtssoldat. Mit Kriegsausbruch 1939 wurde er erneut eingezogen; während der Genesungszeit nach einer Verwundung legte er das Abitur am Humanistischen Gymnasium in Weimar ab. Anschließend wurde er erneut zum Kriegsdienst herangezogen und blieb bis Kriegsende Soldat.
Nach seiner Entlassung aus der Kriegsgefangenschaft war Kemmer von 1945 bis 1949 Diözesanleiter der Katholischen Jugend Bamberg und studierte in dieser Zeit drei Semester an der dortigen Pädagogisch-Theologischen Hochschule, ohne einen Abschluss zu erlangen. 

## Partei
Kemmer war Gründungsmitglied der Jungen Union in Bamberg.

## Abgeordneter
Dem Deutschen Bundestag gehörte er seit dessen erster Wahl 1949 bis zum 7. Oktober 1964 an. Er wurde im Wahlkreis Bamberg stets direkt ins Parlament gewählt. Vom 19. Juni 1952 bis 1953 war er stellvertretender Vorsitzender des Bundestagsausschusses für Jugendfürsorge, von 1953 bis 1961 Vorsitzender des Bundestagsausschusses für Familien- und Jugendfragen. Ebenfalls von 1953 bis 1961 war Kemmer Mitglied des Ausschusses für Verteidigung. 1961 gehörte er zu den Gründern der Studiengesellschaft für Zeitprobleme und war ihr 1. Vorsitzender bis 1965.

## Öffentliche Ämter
Von Oktober 1964 bis zu seinem Tode war Kemmer Landrat von Bamberg.

## Ehrungen
Nach ihm sind das Emil-Kemmer-Haus in Oberviechtach/Oberpfalz, eines von 18 Soldatenfreizeitheimen der Katholischen Arbeitsgemeinschaft für Soldatenbetreuung, und die Emil-Kemmer-Straße in Hallstadt sowie die Kemmerstraße in Bamberg-Kramersfeld benannt.
1954 wurden ihm das große Verdienstkreuz mit Stern der Bundesrepublik Deutschland verliehen. Mit dem Bayerischen Verdienstorden wurde er am 15. Dezember 1959 ausgezeichnet. 
1960 wurde er von Kardinal-Großmeister Nicola Canali zum Ritter des Ritterordens vom Heiligen Grab zu Jerusalem ernannt und am 30. April 1960 durch Lorenz Kardinal Jaeger, Großprior des Ordens, investiert.